# Renato Corti

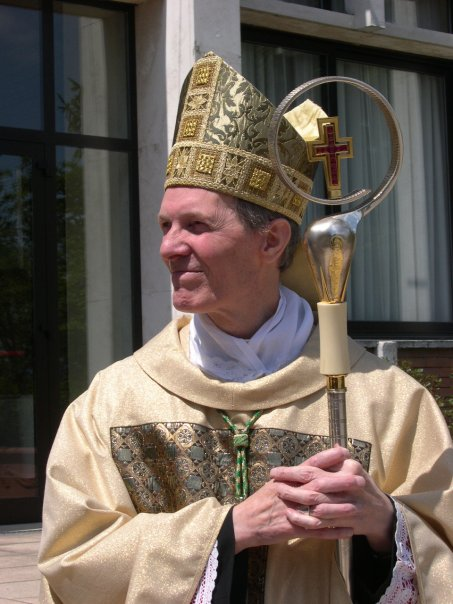
Bischof Renato Corti (2009)

Kardinalswappen von Renato Corti

Renato Kardinal Corti (* 1. März 1936 in Galbiate, Provinz Lecco; † 12. Mai 2020 in Rho) war ein italienischer Geistlicher und römisch-katholischer Bischof von Novara. Seit 2016 war er Kardinal der römisch-katholischen Kirche.

## Leben
Renato Corti studierte am Priesterseminar von Mailand. Der Erzbischof von Mailand, Giovanni Battista Enrico Antonio Maria Kardinal Montini (der spätere Papst Paul VI.), spendete ihm am 28. Juni 1959 zum Priesterweihe für das Erzbistum Mailand. Er war von 1959 bis 1967 Pfarrvikar im Oratorium von Caronno Pertusella und von 1967 bis 1969 Spiritual des Erzbischöflichen Kollegiums von Gorla Minore. Von 1969 bis 1977 war er Spiritual des Erzbischöflichen Seminars von Saronno, später dessen Rektor. Im November 1980 ernannte ihn Carlo Maria Kardinal Martini zum Generalvikar des Erzbistums.
Papst Johannes Paul II. ernannte ihn am 30. April 1981 zum Weihbischof in Mailand und Titularbischof von Zallata. Die Bischofsweihe spendete ihm der Erzbischof von Mailand, Carlo Maria Martini SJ, am 6. Juni desselben Jahres; Mitkonsekratoren waren die Weihbischöfe in Mailand Libero Tresoldi und Bernardo Citterio.
Am 19. Dezember 1990 wurde er durch Johannes Paul II. zum Bischof von Novara ernannt und am 3. März des nächsten Jahres in das Amt eingeführt. Während seiner Amtszeit in der piemontesischen Diözese förderte er die Einleitung des Seligsprechungsverfahrens von Antonio Rosmini.
Er war Präsident der Bischofskommissionen CEI für die Zusammenarbeit unter den Kirchen und für die Geistlichen, ständigen Diakone und geweihtes Leben. Von 1995 bis 2005 war Corti Vizepräsident der Italienischen Bischofskonferenz.
Auf Bitte von Papst Johannes Paul II. hielt er 2005 die Fastenexerzitien für die römische Kurie. Papst Benedikt XVI. nahm am 24. November 2011 das von Renato Corti aus Altersgründen vorgebrachte Rücktrittsgesuch an.
2015 verfasste er auf Bitte von Papst Franziskus die Gebetstexte für die päpstliche Karfreitagszeremonie am Kolosseum. Renato Corti galt als renommierter Prediger.
Im Konsistorium vom 19. November 2016 nahm ihn Papst Franziskus als Kardinalpriester mit der Titelkirche San Giovanni a Porta Latina in das Kardinalskollegium auf. Die Besitzergreifung seiner Titelkirche fand am 14. Mai des folgenden Jahres statt.
Renato Corti engagierte sich zahlreiche Sozialprojekte im Heiligen Land. Er war Großoffizier des Ritterordens vom Heiligen Grab zu Jerusalem.
Er starb im Mai 2020 im Haus der Oblaten der heiligen Ambrosius und Karl von Rho, wo er seit seinem Ausscheiden aus der Diözese Novara gewohnt hatte.

## Schriften
- mit Andrea Carlo Ferrari: Vita sacerdotale secondo il Vangelo, 1997
- Il cristianesimo a Novara e sul territorio, Interlinea edizioni, 1999, ISBN 978-88-8212-223-2
- mit Luciano Marzi, Sergio Stevan: Che devo fare Signore? La direzione spirituale: istruzioni per l'uso, Ancora 2000
- Un giovane diventa cristiano. L'esperienza di Sant'Agostino. Lettera pastorale per l'anno 2003–2004, Paoline Editoriale Libri 2003, ISBN 978-88-315-2536-7
- mit Enzo Bianchi: La parrocchia, Qiqajon 2004, ISBN 978-88-8227-168-8
- Splendete come astri nel mondo. I ragazzi, i giovani e la loro crescita cristiana, Paoline Editoriale Libri 2006, ISBN 978-88-315-3160-3
- Rivestitevi di Cristo Eucaristia e Parola di Dio: la sorgente e l'alimento della maturità cristiana, Paoline Editoriale Libri 2007, ISBN 978-88-315-3360-7
- mit René Voillaume, Carlo Maria Martini: La seconda chiamata. Il coraggio della fragilità, Monti 2007, ISBN 978-88-8477-137-7
- Fate quello che egli vi dirà. Vivere da cristiani nel mondo, Paoline 2008, ISBN 978-88-315-3537-3
- mit Giandomenico Borelli, Giuseppe Fontanazza: Olivae Larius: il Lario dell'olivo, Comunità montana del Lario orientale 2008
- Camminare insieme. Nella comunione per la missione, Paoline Editoriale Libri 2009, ISBN 978-88-315-3753-7
- zusammen mit Papst Franziskus: Good Friday, Passion of the Lord. Way of the Cross 2015, Libreria Editrice Vaticana 2015
- Non manco di nulla perché tu sei con me, Ancora 2017, ISBN 978-88-514-1933-2
- Miserere, Cooperativa in dialogo 2018